# لوي نيلسون
لوي نيلسون (بالإنجليزية: Louie Nelson)‏ مواليد 28 مايو 1951 في لوس أنجلوس، هو لاعب كرة سلة أمريكي معتزل. يبلغ طوله 6 قدم 3 بوصة (1.9 م).

## المسيرة الاحترافية
لعب مع يوتا جاز من سنة 1974 إلى 1976، ثم لعب مع سان أنطونيو سبرز في موسم 1976–1977، ثم لعب مع سكرامنتو كينغز في سنة 1977، ثم لعب مع بروكلين نتس في موسم 1977–1978.

## روابط خارجية
- لوي نيلسون على موقع إن بي أي (الإنجليزية)
- لوي نيلسون على موقع سبورتس رفرنس (الإنجليزية)
- لوي نيلسون على موقع كلية كرة السلة في سبورتس رفرنس.كوم (الإنجليزية)
- لوي نيلسون على موقع ريلجم (الإنجليزية)
- لوي نيلسون على موقع بروبوليرز (الإنجليزية)